# Nu-metal
Nu metal (også kendt som nü-metal, aggro-metal, neo-metal eller new metal) er en subgenre af heavy metal. Det er en fusion genre som kombinerer elementer fra heavy metal med andre genrer, herunder grunge og hip hop. Genren fik i slutningen af 1990'erne og begyndelsen af 2000'erne offentligt gennembrud.

## Guitar
Guitarens væsentlige rolle i nu-metal er mere simpel. For det meste er der ingen guitarsoloer i musikken. Der bruges i stedet nedstemte strenge for at skabe en tungere lyd. Tit bliver der også brugt 7-strengede guitarer frem for de sædvanlige 6-strengede guitarer.

## Eksempler Nu-metal bands
- AqME
- Coal Chamber
- Deftones
- Disturbed
- Dope
- Drowning Pool
- Evanescence
- Eyes Set To Kill
- KoЯn
- Limp Bizkit
- Linkin Park
- MaNga
- Machine Head
- Papa Roach
- Pleymo
- P.O.D.
- Sepultura
- Slipknot
- Soulfly
- Staind
- Static-X
- The White Noise